# Gebhard Fugel
 (juin 2025).
Gebhard Fugel, né le 14 août 1863 à Oberklöcken et mort le 26 février 1939 à Munich, est un peintre allemand.

## Œuvres (sélection)

### Muraux et retables
- Le Christ guérissant les malades, Missionshaus Hl. Kreuz, Altötting, 1884-1885.
- Ehemalige Wandbemalung der Stemmer-Kapelle in Lauterbach (Schwarzwald), 1888.
- Kreuzabnahme, Städtische Galerie Bad Saulgau, 1889-1890.
- Seitenaltarblätter Maria mit dem Jesuskind/Herz Mariä, sowie St. Josef mit dem Papst Leo XIII., église Saint-Georges d'Auernheim bei Neresheim (de), 1891.
- Deckenfresken, Wallfahrtskirche St. Gebhard auf dem Gebhardsberg bei Bregenz, 1895-1896.
- Maria mit dem Kinde, Pfarrkirche St. Antonius in Oberzell, 1897.Voir image.
- Deckengemälde St. Ambrosius und Ölbergszene an der Außenfassade der église Saint-Ambroise d'Hergensweiler (de), Westallgäu, 1897.
- Predigt des Paulus auf dem Areopag, 1898 Pfarrkirche Ellhofen/Westallgäu.
- Freskenzyklus zum Leben des Hl. Martin in der église Saint-Martin de Wangen im Allgäu (de), 1899.
- Heilige Familie und Kreuzweg, église Sainte-Élisabeth Stuttgart (de), ab 1903.
- Kreuzwegfresken und Altarbilder de l'église Saint-Joseph de Munich, 1904-1908 (im Zweiten Weltkrieg zerstört).
- Deckengemälde Jesus segnet die Kinder, Geburt Jesu und Abendmahl in église paroissiale d'Hohenweiler (de)/Vorarlberg, 1908.
- Fresken zur Andreaslegende, Liebfrauenkirche in Ravensbourg, 1908-1909.
- Altarblatt St. Martin in Aystetten bei Augsburg, 1912
- Kreuzweg (1921) und Seitenaltarbilder (1929/1930), église Saint-Jean-Baptiste de Solln (de)
- Kuppelgemälde Weltgericht in Hauerz (heute zu Bad Wurzach), 1921.Voir image.
- Josefszyklus in der Apsis der neogotischen église Saint-Joseph-et-Saint-Wendelin de Diefflen (de), 1921, Zerstörung im Zweiten Weltkrieg
- Altarbilder und Kreuzweg, église Saint-Antoine de Passau (de), 1922
- (ehem.) Altarbild in der Kirche St.Elisabeth in Ulm, 1923
- Deckengemälde Wundersame Brotvermehrung in Moggast, Oberfranken, 1926.Voir image.
- Deckengemälde in Münster am Lech
- Deckengemälde in der Kath. Pfarrkirche St. Maximilian in Ludwigsmoos
- Flügelaltar in Köln-Ehrenfeld
- Altarbild in église Sainte-Élisabeth de Hambourg-Harvestehude (de)
- Drei Altarbilder, Spitalkirche Saulgau
- Deckengemälde Himmelfahrt Mariä in der Anstaltskirche Ursberg
- Deckengemälde Bergpredigt in Grenchen (Kanton Solothurn, Schweiz)
- Freskenzyklus in der Stadtpfarrkirche, Mindelheim
- Deckengemälde der Kapelle bei der Eich bei Ellwangen (zum Gedenken der Gefallenen des Ersten Weltkriegs)
- Gemälde in der Kirche St. Elisabeth, Berlin-Schöneberg
- zwei Altarbilder in der Pfarrkirche St. Peter in cathedra, Großheubach: Jesus begegnet seiner Mutter und Kreuzesabnahme (beides sichtbar während der Fastenzeit)
- Retable dans l'église du Sauveur de Berlin-Lichtenrade (Autel de Thomas Buscher)
- Deckengemälde in der Pfarrkirche St. Johannes Baptist, Ravensburg-Obereschach
- Werk in der Kolumba Museum, Köln
- Deckengemälde église Saint-Sébastien d'Haisterkirch (de), 1892

### Autres œuvres
- Panorama de la Crucifixion du Christ à Altötting 12 x 95 m, 1902-1903
- 136 Gemälde zur Bibel, so genannte Schulwandbilder, 1908-1932 (Originale heute im Diözesanmuseum Freising)
- 25 Entwürfe zur Apokalypse, 1933.